# グリコールエーテルジアミン四酢酸
グリコールエーテルジアミン四酢酸（グリコールエーテルジアミンしさくさん、別名：エチレングリコール四酢酸、ethylene glycol tetraacetic acid、EGTA）は金属イオンのキレート剤である。二価および三価の金属イオンと反応し錯体を形成する。
EGTAはポリアミノカルボン酸の一種であり、同種のよく知られるキレート剤にはEDTAがある。EGTAはEDTAに比べキレート生成定数が低いが、金属イオンに対する特異性が異なり、Mg2+ に比べ、Ca2+ や Cd2+ に対し選択的に働く。この性質から、カルシウムとマグネシウムの混合液のカルシウム選択滴定をすることができる。ほかには、酵素活性、生体膜、筋肉等における Ca2+ の生理機能解析にも応用される。
生細胞内では通常、Ca2+ の濃度は Mg2+ に比べて少なくとも千倍は低い。よって生細胞内の環境に近い緩衝液を作るときにEGTAが用いられる。四塩基性のEGTAがCa2+に結合したときのpKaは11.00である。このときプロトン化したEGTAは結合にほとんど寄与しないために、pH 7.0では見かけ上のpKaが6.91となる。
実験でEGTAは、セリウム中毒に陥った動物の治療薬としてや、モナザイトからトリウムを分離するために使われる。また、遺伝子組換えによって作製した融合タンパク質のタンデムアフィニティ精製
をする際に、EGTAを含む溶出用緩衝液を用いてカルモジュリンビーズに結合している融合タンパク質をビーズから溶出させる。
歯科医や歯内治療学においては、EGTAが歯のスメア層を除去するために使われることがある。